# Rudolf Löfgren
Nils Rudolf Löfgren, född 9 mars 1929 i Sävars församling, Västerbottens län, död 30 maj 2008 i Uppsala domkyrkoförsamling, Uppsala län, var en svensk organist och körledare.

## Biografi
Rudolf Löfgren föddes 9 mars 1929 i Sävars församling, Västerbottens län. Han studerade 1950–1955 vid Kungl. Musikhögskolan i Stockholm. Där undervisades han i orgel av Alf Linder. Han studerade sedan för Flor Peeters i Antwerpen. Han blev 1962 domkyrkoorganist i Härnösands domkyrkoförsamling. Löfgren blev 1967 domkyrkoorganist i Uppsala domkyrkoförsamling. Samma år startade han Uppsala domkyrkas oratoriekör. Han ledde kören fram till 1992 då Milke Falck tog över ledarskapet. Löfgren avled 30 maj 2008 i Uppsala domkyrkoförsamling.

## Diskografi
- 1979 – Gamla Uppländska Orglar (Proprius).[10]
- Ställ dig vid hans kors (Capella).[11]

### Singlar
- Musik i Uppsaladomen II (ARR).[12]
- 1966 – Musik i Uppsaladomen III (ARR).[13]